# Londinium

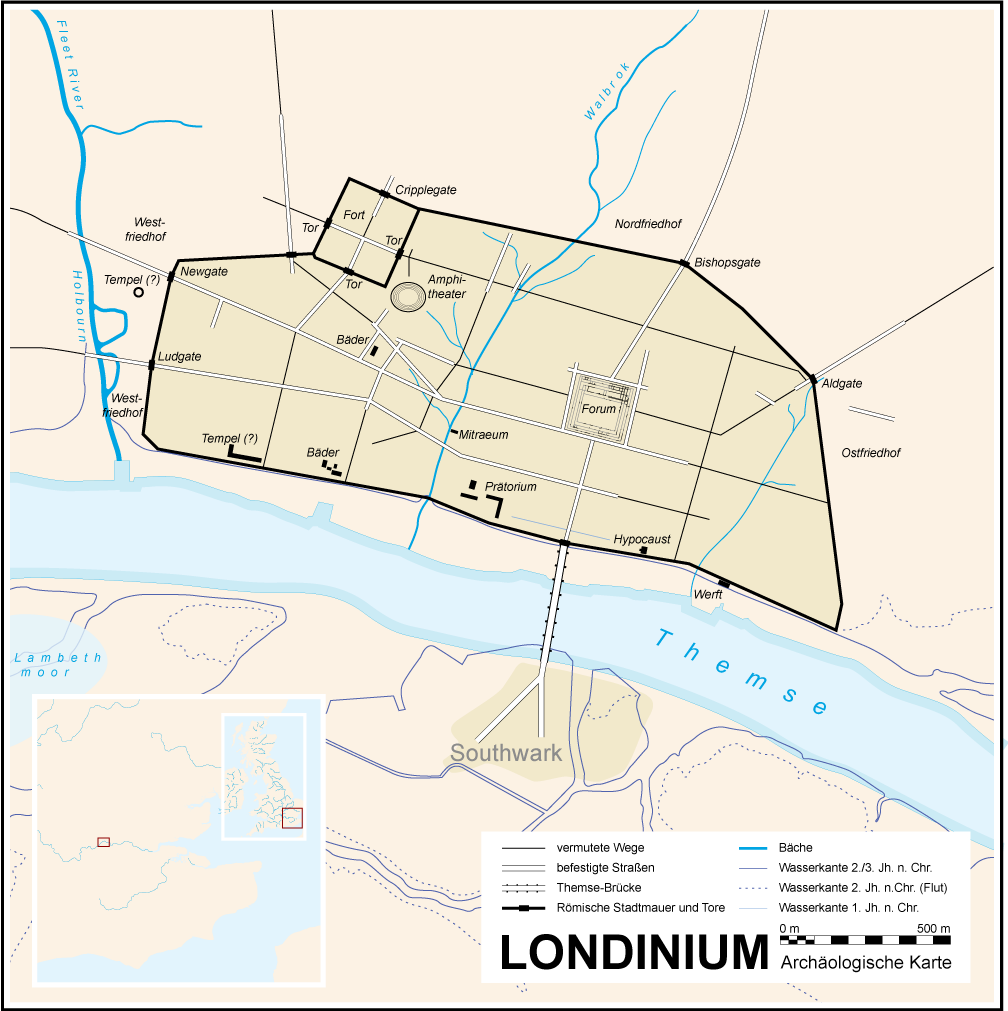
Londinium in 400 n.Chr.

Londinium was de Latijnse naam voor de stad Londen. Het was de hoofdstad van de Romeinse provincie Britannia (globaal het huidige Engeland en Wales). Door een gunstige ligging aan de Theems, die op zijn beurt een goede verbinding met de zee en het achterland bezat, was Londinium ook een belangrijk handelscentrum.
De geschiedenis van Londinium laat zich reconstrueren aan de hand van een paar verspreide opmerkingen door antieke auteurs, aan de hand van de algemene geschiedenis van Britannia en vooral door archeologische opgravingen in de stad. Aan het einde van de 3e eeuw was het de woonplaats van de tegenkeizer Carausius en dus de hoofdstad van een afsplitsing van het Romeinse Rijk. Als belangrijke Romeinse stad bezat Londinium alle openbare gebouwen, die een stad van die omvang diende te bezitten. Tot nu toe kon slechts een deel van deze gebouwen worden geïdentificeerd door opgravingen. Het grootste forum in het centrum van de stad, het grootste gebouw in zijn soort ten noorden van de Alpen, getuigt van de sterke economische positie van Londinium. Dit wordt ook bevestigd door de overblijfselen van talrijke pakhuizen aan de oever van de Theems.

## Geschiedenis

### Stichting
Londinium werd gesticht door de Romeinen tijdens de invasie van Britannia in 43 onder keizer Claudius. Archeologen vermoeden nu dat Londen rond het jaar 50 een bewoonde vestiging werd, op de noordoever van de Theems. Een houten afwateringskanaal, gevonden langs de kant van een Romeinse weg, werd op het jaar 47 gedateerd, wat waarschijnlijk de stichtingsdatum is.

### Verwoesting
Tien jaar na de stichting, tijdens de opstand in circa 60 onder de Keltische koningin Boudicca, werd het oude Londinium met de grond gelijk gemaakt. Opgravingen hebben veel vuurschade aangetoond van rond die tijd, wat doet vermoeden dat de stad in brand was gestoken. Ook werden er militaire gebouwen gevonden in de stad, wat bewijst dat de Romeinen de stad misschien gebruikten als uitvalsbasis tegen de opstand. De destructie van de stad was enorm: Boudicca vernietigde alles wat zij als Romeins aanzag en een Romeinse stad als Londinium was waarschijnlijk een duidelijk symbool van Romeinse aanwezigheid.

### Wederopbouw

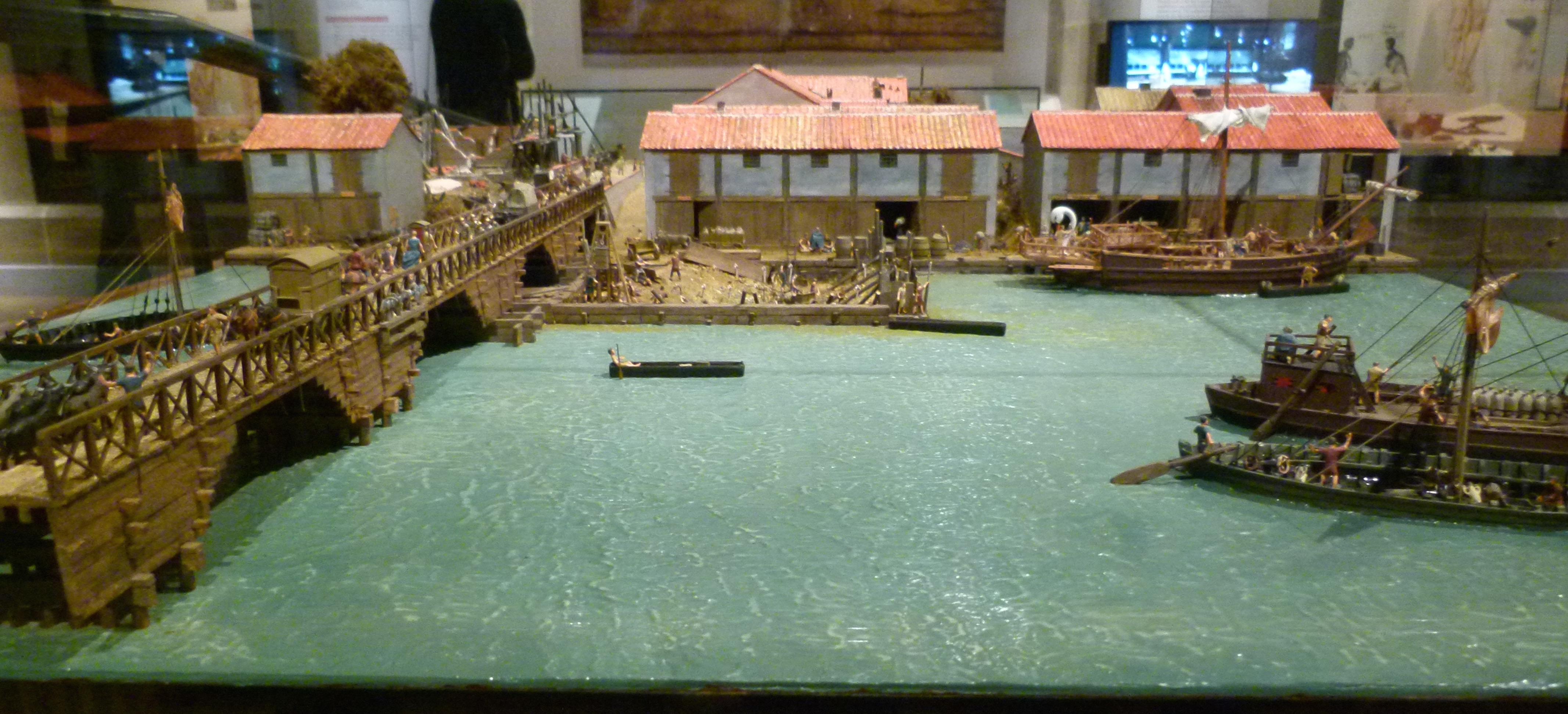
Haven en brug over de Theems

De opstand van Boudicca werd neergeslagen en men kon beginnen met de wederopbouw. De stad werd over een periode van tien jaar herbouwd en groeide gestaag verder tot hij zijn hoogtepunt bereikte qua inwonersaantal rond 140. Met zijn 45.000 inwoners was Londinium een van de grootste steden buiten Italië. Daarna begon een trage achteruitgang.
De groei was deels aan de centrale ligging van de stad te danken, maar vooral aan het feit dat Londinium rond 100 de rol van Camulodunum als hoofdstad van Romeins Britannia overnam. Tijdens de 2e en 3e eeuw evolueerde de stad verder en was het een belangrijk woon- en handelscentrum.

### Tweede en derde eeuw
In de jaren na de opstand werd de stad herbouwd. Londinium werd nu de hoofdstad van de Romeinse provincie Britannia. De exacte datum van de verhuizing van de provinciale administratie van Camulodunum (Colchester) naar Londinium is niet zeker. Maar het spreekt bijvoorbeeld voor het belang van de stad, dat de procurator van de provincie Gaius Iulius Alpinus Classicianus hier in 65 n.Chr. werd begraven. Ten westen van de Walbrook werden openbare stenen gebouwen opgetrokken, zoals een forum, een praetorium en thermen. Het Forum werd rond 120 uitgebreid. In het noordwesten van de stad ontstond een ongeveer vier hectare groot fort, dat in de context van het 'officium' van de gouverneur van Britannia kan worden gezien. In de directe omgeving er van bevond zich een amfitheater. Rond het jaar 100 begon men met de uitbreiding van de kades, die gestut door enorme eiken balken langs de oevers van de Theems werden gebouwd.
Hoewel er al vroeg stenen gebouwen waren opgericht, bestond het grootste deel van de woongebouwen in eerste instantie uit houten huizen. Het stadsplan bestond uit elkaar onder een rechte hoek kruisende straten, zij het met vele onregelmatigheden, die mogelijk zijn terug te voeren op de ongeplande vroege groei van de stad. De stad werd door verschillende stadsbranden getroffen, die delen van de stad in de as legden. Deze stadsbranden zijn alleen archeologisch aanwijsbaar. De meest verwoestende stadsbrand kan ten tijde van de regering van keizer Hadrianus worden gedateerd. Uit die tijd kon een uitgebrand pakhuis worden opgegraven. Dit pakhuis lag vol met geïmporteerde, nog ongebruikte terra sigillata.
In het jaar 122 bezocht keizer Hadrianus de provincie Britannia en waarschijnlijk ook Londinium. Het wordt vermoed dat de bouw en de uitbreiding van een aantal openbare gebouwen op instigatie van de keizer zijn uitgevoerd. In de decennia hierna beleefde de stad haar grootse bloeitijd. Waarschijnlijk leefden er toen enige tienduizenden mensen in de stad.
In de jaren 185-187 resideerde de toekomstige keizer Pertinax als gouverneur van Britannia in de stad. Kort daarna, zo rond 195 werd Clodius Albinus, die ook gouverneur van Britannia was, waarschijnlijk in Londinium tot Caesar verheven.
Tussen 190 en 220 werd ten noorden, oosten en westen van het stadsgebied een muur gebouwd die tegen het einde van de 3e eeuw tot de Theems reikte. De precieze redenen voor de aanleg van deze London Wall zijn onduidelijk, maar dit gebeurde in een periode dat ook rondom veel andere Britse steden een stadsmuur werd gebouwd. Rond het jaar 200 werd de Romeinse provincie Britannia in tweeën gedeeld. Londinium werd nu de hoofdstad van de provincie Britannia Superior. In de loop van de 3e eeuw werden de verhoudingen onrustiger; de stad schijnt het doel te zijn geweest van aanvallen door verschillende barbaarse groepen, waaronder de Saksen die de stad vanaf de Theems zouden hebben aangevallen.
Aan het einde van de 3e eeuw (286) was de stad waarschijnlijk de regeringszetel van de tegenkeizer Carausius. In 296 veroverde de legitieme keizer Constantius I, op wiens munten zich de oudste afbeelding van de stad bevindt, het afgescheiden Britse Rijk. De bronnen doen verslag van een dreigende plundering van de stad door de Franken; de keizer kon dit echter nog net verhinderen. Kort daarna vond er tweede provinciale deling plaats. Londinium werd nu de hoofdstad van de provincie Maxima Caesariensis. De gehele 3e eeuw is archeologisch in de stad maar matig gedocumenteerd. Ten opzichte van de 2e eeuw maakte Londinium klaarblijkelijk een periode van verval door.

### Vierde eeuw

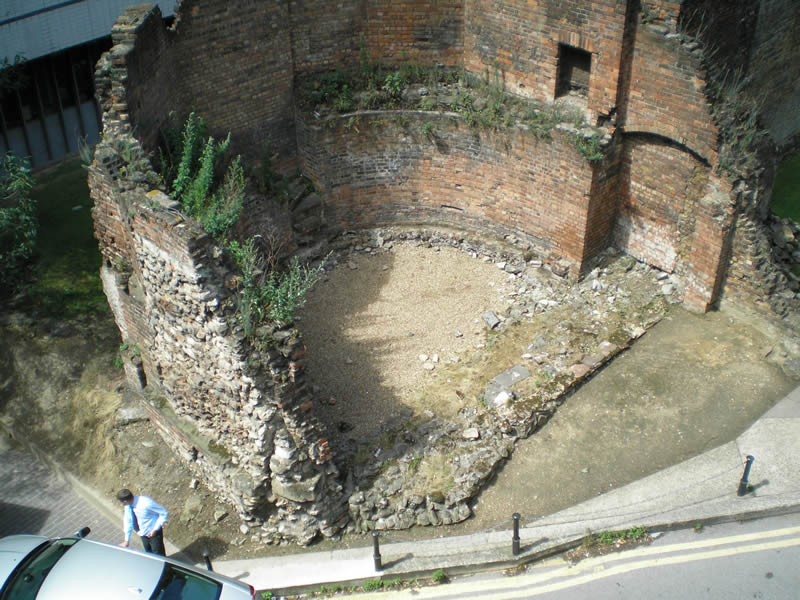
Overblijfselen van een Romeins fort in Londen

Rond 314 beschikte de stad ook over een bisschop. Restitutus, de bisschop van Londen, nam in dit jaar aan het concilie van Arles deel.
In de loop van de 4e eeuw waren er talrijke aanvallen op Britannia door de Franken en Saksen. De mate waarin de stad Londinium hierdoor getroffen werd is niet bekend. Flavius Theodosius, de vader van de toekomstige keizer Theodosius I stak in 368 in gezelschap van zijn zoon over naar Britannia, waar hij in Londinium overwinterde, om in het volgende jaar de orde in Britannia te herstellen. Britannia was in de late oudheid ook een springplank voor usurpatoren. Ook in het jaar 383 was er met Magnus Maximus een tegenkeizer in Britannia actief. Waarschijnlijk was Londinium korte tijd zijn hoofdstad. Hij liet er ook munten slaan.
In 375 was Londinium een kleine, maar rijke gemeenschap die door volledige verdedigingswerken werd beschermd; er werd van de burgers verwacht om zelf voor hun veiligheid in te staan.
Zoals in vrijwel alle Britse steden vond in de loop van de 4e eeuw een gestage neergang plaats, hoewel er blijkbaar nog wel een aantal aanzienlijke stadsvilla's bewoond bleven. In Londinium lijkt deze neergang dramatischer te zijn geweest dan in andere plaatsen in Britannia. Vondsten die uit het einde van de 4e eeuw dateren, zijn zeldzaam. Ook worden er zelden munten uit deze periode in het vondstmateriaal aangetroffen. Dit lijkt tegenstrijdig met het feit dat de stad administratief van belang bleef. Naast de verheffing tot Augusta is ook de stationering van de praepositus thesaurum Augustensium in de late 4e eeuw te noemen.

### Einde van de Romeinse overheersing
Nadat de usurpator Constantijn III de nu voormalige Romeinse provincie Britannia in 407 in gezelschap van de restanten van het Romeinse leger verlaten had, was de provincie grotendeels op zichzelf aangewezen. Na het vertrek van de Romeinen werd Londinium aanvankelijk een versterkte stad. De bewoners van het omliggende gebied vluchtten in 457 naar de stad toen zij bedreigd werden door de Saksen. In het verdere verloop van de 5e eeuw werd de stad Londinium grotendeels verlaten. De stad raakte in verval en de verdedigingswerken werden niet meer hersteld. Buiten de westelijke muren van Londinium ontstond aan de andere kant van de rivier de Fleet volgens recente opgravingen zo rond het jaar 500 het Angelsaksische Lundenwic.

## Voetnoten
1. ↑  De overblijfselen van zijn graf werden in 1885 gevonden en zijn nu in het British Museum te bezichtigen: graftombe van Gaius Iulius Alpinus Classicianus
2. ↑  Malcolm Todd spreekt in 'Neuen Pauly' van een volledig nieuw ontwerp, met inbegrip van een nieuw gebouwde basiliek (de grootste in de noordwestelijke provincies) rond het jaar 100.
3. ↑  Wacher: The Towns of Roman Britain., blz. 74
4. ↑  Panegyrici Latini VIII, V.
5. ↑  Ammianus Marcellinus, XXVII, 8, 7; XXVIII, III,1